# 山梨県道32号長坂高根線
山梨県道32号長坂高根線（やまなしけんどう32ごう ながさかたかねせん）は、山梨県北杜市長坂町から同市高根町に至る県道（主要地方道）である。長坂インターチェンジを経由する。

## 概要
長坂駅前から中央自動車道を経て国道141号まで至る路線である。八ヶ岳の等高線に平行して作られているので、急激な傾斜が少ない。
高根町から長坂駅までのアクセスにも用いられているので、沿線には商店などが立ち並び、市立病院もある。また、長坂インター周辺にショッピングセンターが整備されたことにより、メインストリートとして交通量も多い。

### 路線データ
- 起点：山梨県北杜市長坂町長坂上条（酪農試験場北交差点、山梨県道17号茅野北杜韮崎線交点）
- 終点：山梨県北杜市高根町箕輪新町（高根駐在所前交差点、国道141号・山梨県道619号箕輪須玉線交点）
- 延長：約6 km[要出典]

## 歴史
- 1983年（昭和58年）3月10日認定[1]

## 地理

### 通過する自治体
- 山梨県
  - 北杜市

### 交差する道路

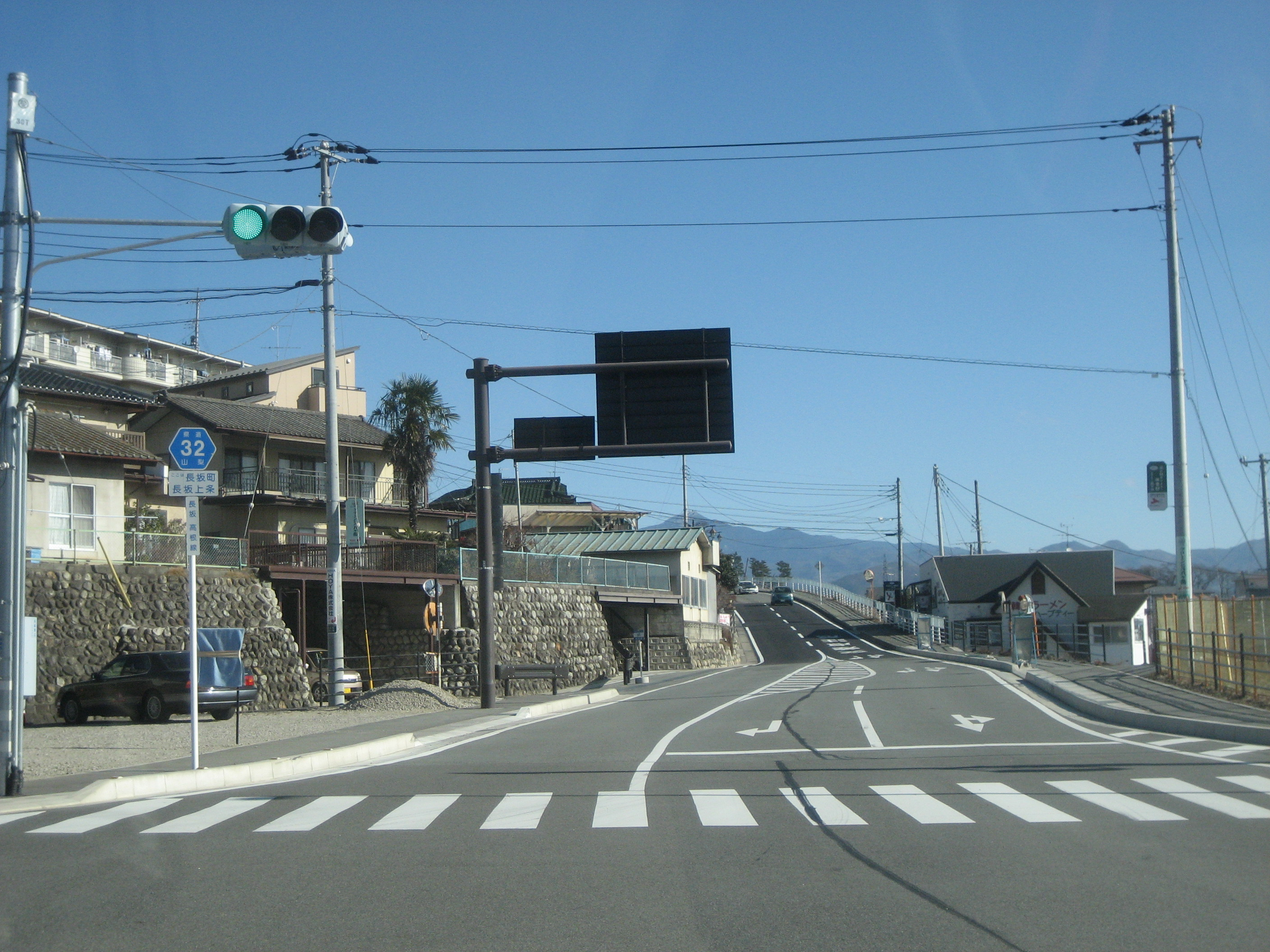
北杜市内

- 山梨県道17号茅野北杜韮崎線（北杜市長坂町・酪農試験場北交差点、起点）
- 山梨県道609号小荒間長坂停車場線（北杜市長坂町・長坂上条交差点）
- 中央自動車道 長坂インターチェンジ
- 山梨県道28号北杜八ヶ岳公園線（北杜市高根町・五町田交差点）
- 国道141号・山梨県道619号箕輪須玉線（北杜市高根町・高根駐在所前交差点、終点）

### 沿線
- 北杜警察署
- 北杜市役所 長坂総合支所
- 長坂駅
- 長坂郵便局
- 北杜市立長坂小学校
- 北杜市立長坂中学校
- 北杜市立甲陵中学校
- 北杜市立甲陵高等学校
- 牛池
- 清光寺
- 北杜市立甲陽病院
- 秋田郵便局
- 北杜市立秋田小学校
- 長坂インターチェンジ
- オギノきららシティショッピングセンター
- 熱見郵便局
- 北杜市立高根中学校
- 北杜市役所 高根総合支所
- 安都那郵便局
- 北杜市立高根東小学校
- 高根町総合グラウンド